# Samuel Scheidt

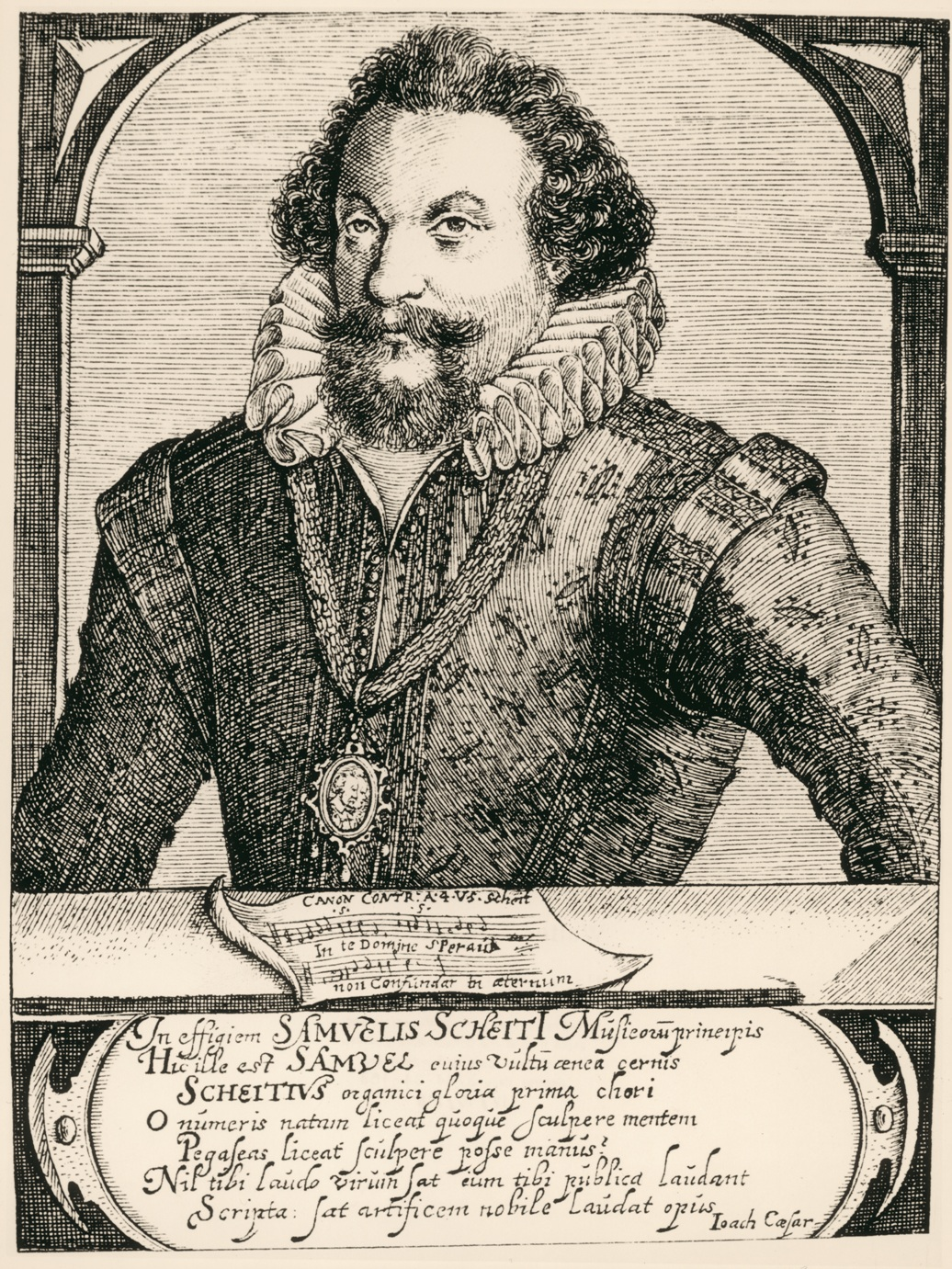
Samuel Scheidt, Kupferstich (1624)

Samuel Scheidt (getauft 4. Novemberjul. / 14. November 1587greg. in Halle (Saale); † 24. Märzjul. / 3. April 1654greg. ebenda) war ein deutscher Organist und Komponist der Norddeutschen Orgelschule.

## Leben
Scheidt wurde nach seiner ersten künstlerischen Ausbildung 1603 Hilfsorganist an der Moritzkirche in Halle (Saale). Durch Protektion war er in den Jahren 1607 bis 1609 Schüler des berühmten Jan Pieterszoon Sweelinck in Amsterdam.
Nach seiner Rückkehr 1609 berief ihn der Administrator des Erzstifts Magdeburg, Markgraf Christian Wilhelm von Brandenburg, als Hoforganist nach Halle. Dort arbeitete Scheidt 1614 bis 1616 mit Michael Praetorius zusammen, der im darauffolgenden Jahr am Hof in Halle Kapellmeister von Haus aus wurde.
Seine Kenntnisse im Orgelbau, die ihn früh berühmt gemacht haben müssen, führten ihn 1618 nach Eisleben sowie 1619 zusammen mit Michael Praetorius, Heinrich Schütz und Johann Staden zu einer Orgelabnahme nach Bayreuth. Die bisher viel erwähnte angebliche Zusammenarbeit mit Schütz und Praetorius in Magdeburg („Einrichtung einer Konzertmusik“ o. ä.) beruht auf einem Irrtum der Forschung.
1624 verfasste Scheidt seine Tabulatura nova. Diese Sammlung von Werken für Clavierinstrumente (Orgel, Cembalo, Clavichord) stellt den ersten Tastenmusik-Druck in Deutschland dar, bei dem die Partiturnotation (Kombination aus Fünflinien-Systemen) Anwendung fand.
Bereits 1620 hatte er die große Vokalsammlung der Cantiones sacrae veröffentlicht, an die sich bereits 1621 die Concertus sacri anschlossen. Es folgten 1621, 1622, 1625 und 1627 die Instrumentalsammlungen der sog. Ludi musici.
Mit 40 Jahren heiratete Scheidt im Jahre 1627 Helena Magdalena Keller in der Kirche St. Petrus (Wörmlitz). Mit ihr hatte er sieben Kinder, von welchen nach einer Pest-Epidemie im Jahre 1636 nur zwei überlebten.
Mit der Flucht seines Dienstherrn vor Wallensteins Truppen wurde Scheidt im Jahre 1628 arbeitslos. Deshalb schuf man noch im selben Jahr speziell für ihn das Amt des Director musices (Musikdirektor) für die drei großen Kirchen der Stadt Halle (Marktkirche Unser Lieben Frauen, St. Mauritius (Moritzkirche) und St. Ulrich).
Wie es in der neueren Forschung gesehen wird, verlor Scheidt vermutlich eher durch die mögliche Rekatholisierung in Halle als durch den bekannten (in der Literatur etwas überbewerteten) Streit mit Gymnasialrektor Christian Gueintz im Jahre 1630 seine Stellung als Musikdirektor bei der Stadt. Seitdem war Scheidt wieder „bloßer Privatus“, der sich mit einer ganzen Reihe von Schülern und Gelegenheitsmusiken seinen Lebensunterhalt verdiente. Dennoch konnte er nach 1631 vier Bände mit geistlichen Konzerten veröffentlichen, allerdings nur reduzierte Fassungen von vielstimmigen Versionen, deren Druck unterbleiben musste und die verschollen sind. Er rechnete, wie sich aus den Vorworten der Drucke ergibt, mit den in seiner Zeit üblichen Einrichtungen für die jeweiligen Aufführungsbedingungen. 1644 ließ er 70 Symphonien drucken, die auch als Einschübe der geistlichen Konzerte gedacht waren. 1650 folgte als letztes Werk die sogenannte Görlitzer Tabulatur mit vierstimmigen Choralsätzen für die Praxis.
Scheidt verlor schließlich kriegsbedingt sein gesamtes Vermögen und erhielt nach seinem Tode ein Armenbegräbnis.
Er gehört zu den wichtigsten Komponisten des 17. Jahrhunderts. Sein Werk ist durch sowohl quantitativ als auch qualitativ gewichtige Beiträge im vokalen wie auch instrumentalen Bereich insgesamt sehr viel breiter als das seiner Zeitgenossen Heinrich Schütz und Johann Hermann Schein. Viele seiner Vokalwerke, vor allem die späten Geistlichen Konzerte und die Lieblichen Kraftblümlein, sind bis heute im Wesentlichen unbekannt und unaufgeführt.

## Werke (Auswahl)
- Cantiones sacrae (1620)
- Ludi Musici (1621)
- Tabulatura nova I–III (1624)

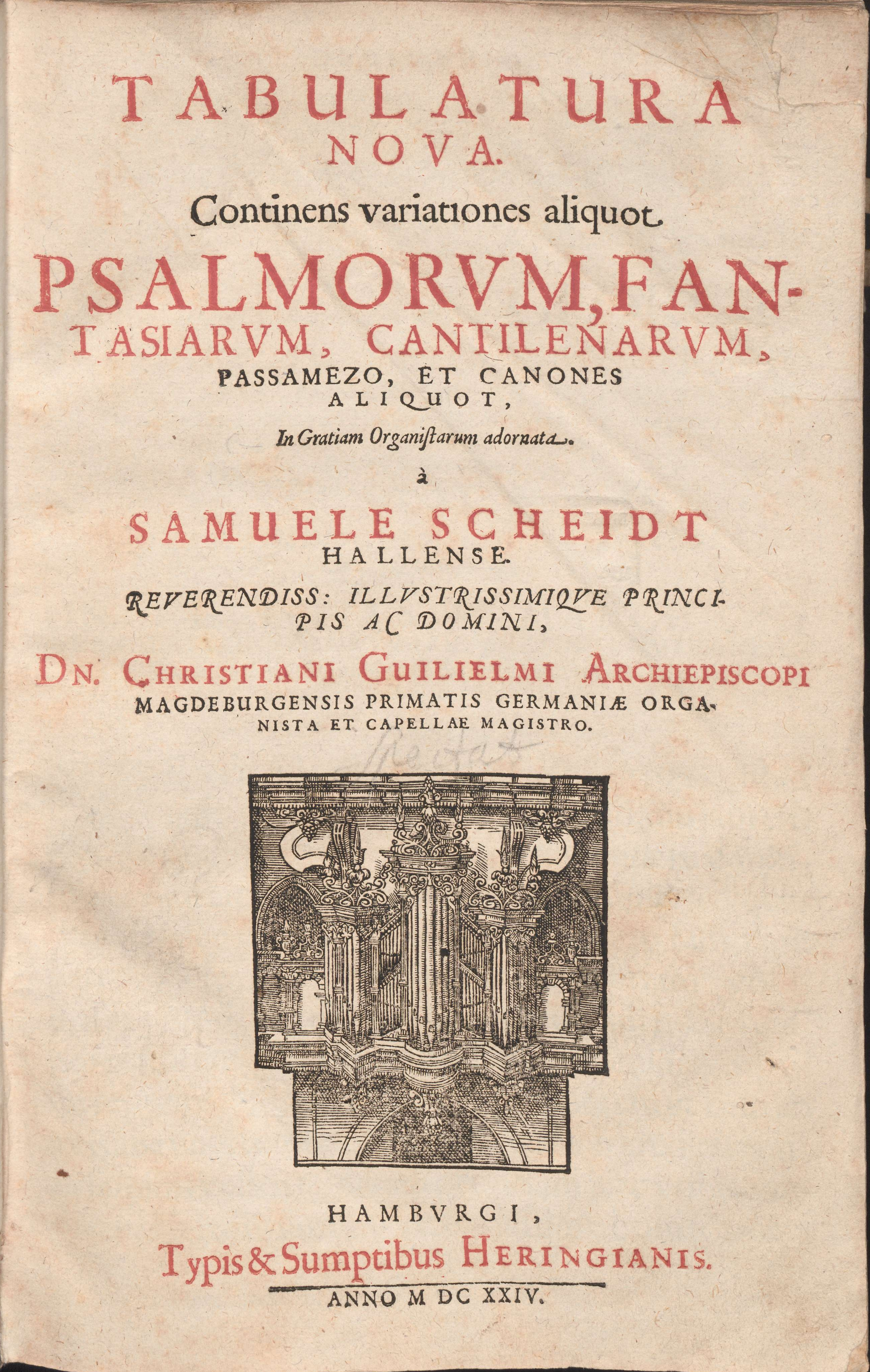
Titel der Tabulatura nova

- Geistliche Konzerte Teil I (1631)
- Geistliche Konzerte Teil II (1634)
- Geistliche Konzerte Teil III (1635)
- Liebliche Kraftblümlein (1635)
- Geistliche Konzerte Teil IV (1640)
- LXX Symphonias (1644)
- Görlitzer Tabulaturbuch (1650)